# Унтерпрајндл (Болцано)
Унтерпрајндл је насеље у Италији у округу Болцано, региону Трентино-Јужни Тирол.
Према процени из 2011. у насељу је живело 34 становника. Насеље се налази на надморској висини од 1258 м.